# Asopos
Asopos er en flodgud, der indgår en byttehandet med Sisyfos. Asopos får at vide hvor Zeus gemmer sig, og Sisyfos får en kilde til hans slot. Dette sker, men Asopos glemmer i sin iver, at Zeus er alle guders og menneskers hersker. Zeus bliver vred og sender et lyn, der rammer flodguden. Asopos falder brændende i en flod, hvor der lige siden har flydt kulstykker oven på vandet.